# 斯氏格里脂鯉
斯氏格里脂鯉，為輻鰭魚綱脂鯉目脂鯉亞目頂器脂鯉科格里脂鯉屬的其一種，分布於南美洲亞馬遜河流域，體長可達3公分，棲息在底中層水域，生活習性不明。